# Depozyt (powieść)
Depozyt – powieść przygodowa Joanny Chmielewskiej z 1999 roku.

## Opis fabuły
Akcja powieści toczy się w Warszawie pod koniec XX wieku. Henryk Karpiowski jest biznesmenem. Ma córkę Elżbietę z pierwszego małżeństwa, które zakończyło się śmiercią żony; z drugą żoną rozwiódł się, obecnie ma narzeczoną Krystynę. Wraz ze swoim kolegą z dawnych lat udało mu się zrobić największy interes w swoim życiu. Zarobił w ten sposób ogromną sumę, którą otrzymał po części w dolarach, a po części w diamentach i złocie. Ponieważ zarówno on, jak i narzeczona musieli wyjechać służbowo, a Elżbieta musiała udać się na wykłady, postanowił cały świeży dochód pozostawić jako depozyt u swego najlepszego przyjaciela, Seweryna Chlupa, żeby w czasie nieobecności domowników nie został on skradziony. W mieszkaniu Henryka przebywał bowiem jego były szwagier, zwany Bublem, który stale coś kradnie. O zarobieniu 20 miliardów złotych informuje jedynie Krystynę, mówi jej też, że majątek jest zabezpieczony, nie wyjawia jednak, w jaki sposób.
Fatalnym zbiegiem okoliczności Henryk przeżywa wypadek samochodowy. Obrażenia zewnętrzne są niezbyt groźne (złamana ręka, lekki uraz głowy), jednak wskutek uderzenia w głowę doznaje amnezji. Nie pamięta niczego, co zdarzyło się przed wypadkiem. W szpitalu odwiedza go zmartwiony przyjaciel, Seweryn, który zapewnia Henryka, że to, co należy do niego, jest dobrze ukryte. Henryk nie rozumie jednak znaczenia tych słów. Po powrocie do domu Seweryn dostaje wylewu i umiera. 
Rodzina Karpiowskich postanawia odnaleźć zarobione przez Henryka pieniądze, lecz nie ma pojęcia, gdzie ukryte są dolary, złoto i diamenty. Po jakimś czasie Krystyna przypomina sobie słowa Seweryna, jakie usłyszała przy szpitalnym łóżku męża. Zdaje sobie sprawę, że najbardziej prawdopodobne jest, że depozyt ukrył Seweryn Chlup. Wdowa po nim nie przyjmuje do wiadomości, że jej mąż miałby przechowywać taki skarb, a jeśli nawet to w jej mniemaniu to, co znajduje się w jej domu, należy do niej. Karpiowscy postanawiają więc wmówić w żonę Seweryna, że pieniądze znalazły się gdzie indziej, a teczki z majątkiem podstępnie szukać w jej domu i w razie znalezienia wykraść ją. Do akcji tej angażują także Tadzia, nieślubnego syna Chlupa.

## Bohaterowie
- Henryk Karpiowski – biznesmen, uważany przez byłą żonę za niedorajdę, co było przyczyną ich rozwodu; właściciel depozytu
- Krystyna – narzeczona Henryka, zaprzyjaźniona z Elżbietą; kobieta piękna i mądra; pracuje w wydawnictwie
- Elżbieta – córka Karpiowskiego z pierwszego małżeństwa; jej matka umarła, gdy Elżbieta była dzieckiem; druga żona Karpiowskiego w ogóle jej nie wychowywała i nie miała z nią więzi emocjonalnej; obecnie Ela jest studentką politechniki, młodą, piękną i rozsądną kobietą
- Tadzio – nieślubny syn Seweryna Chlupa; młody i przystojny chłopak, pracuje w biurze; zaradny, inteligentny; Elżbietę zna od dzieciństwa, przez wiele lat się nie widzieli, a gdy ponownie się spotkali, prawie natychmiast się w niej zakochał
- Zygmunt, zwany Bublem – brat byłej żony Henryka, maniakalnie kradnie; poza tą znaczącą wadą jest jednak człowiekiem życzliwym o dobrym sercu; zakochał się w Bogusi od pierwszego wejrzenia
- Bogusia Chlup – żona Seweryna; postawna blondynka o ogromnym talencie kulinarnym; skąpa, chciwa i niesympatyczna; nigdy nie znosiła Henryka i utrudniała mężowi kontakty z przyjacielem
- Agatka i Staś Chlupowie – dzieci Bogusi i Seweryna; Staś ma lat 12, Agatka zaś 10
- Seweryn Chlup – najlepszy przyjaciel Henryka, obdarzony przez tego bezgranicznym zaufaniem; powierzono mu depozyt
- Halina – matka Tadzia
- Bożenka – córka męża Haliny; uważa się za narzeczoną Tadzia wbrew jego woli